# Lookroest
De lookroest (Puccinia allii, syn.: Puccinia porri) is een schimmel behorend tot de familie Pucciniaceae. Hij behoort tot de biotrofe parasieten. Zijn levenscyclus speelt zich af op een en dezelfde waardplant. Hij tast alliumsoorten aan. Deze soort groeit in groepen die verschijnen als roodachtige tot bruine vlekken op het bladoppervlak.

## Kenmerken
Pycnia en aecidia
Pycnia en aecidia zijn onbekend bij deze soort.
Uredinia
De sporenhoopjes (uredinia) zijn geel tot roodgeel en komen voor op beide zijde van het blad. De vorm is langwerpig tot rond. Ze staan op gele vlekken en meten 1 tot 10 mm. Hierin worden de wrattige uredosporen gevormd. Deze uredosporen zijn eivormig tot ellipsoïde, 23 tot 29 µm lang en 29 tot 24 µm breed zijn. De celwand is 1 tot 2 µm dik. Ze zijn zeer fijnstekelig en hun steel is kort en kleurloos. Ze hebben 5 tot 10 kiemporen.
Telia
De telia zijn rond tot langwerpig. De teliosporen bestaan uit een of twee, zelden drie cellige sporen. Soms hebben ze alleen maar eencellige sporen. Ze hebben een variabele vorm. De 1-cellige sporen zijn 22-36× 15-23 μm groot en hebben een bruine wand. De 2-cellige sporen zijn 25 tot 85 µm lang en 15 tot 26 µm breed. Ze hebben een korte (tot 30 μm) en kleurloze steel
Puccinia porri ziet er zeer vergelijkbaar uit. Deze heeft echter 1 tot 2-cellige teliosporen en heeft geen parafysen.

## Levenscyclus
In het begin van de aantasting ontstaan witgrijze vlekjes. Later barst de opperhuid van het blad open en worden kleine, verspreid staande oranje sporenhoopjes zichtbaar, die later bruin worden.
De kiemende uredospore dringt in het voorjaar via de huidmondjes het blad binnen. Het mycelium groeit in de plant intercellulair en onttrekt voedsel uit de cel via haustoria. De uredosporen kunnen nieuwe infecties veroorzaken.
Later in het seizoen kunnen ook op de geïnfecteerde bladeren donkerbruine vruchtlichamen (telia) met teliosporen gevormd worden.

## Verspreiding
De lookroest komt voor op het hele noordelijk halfrond. In Nederland komt hij matig algemeen voor.

## Waardplanten
De lookroest is bekend van de volgende waardplanten:
- Allium ampeloprasum (Prei)
- Allium babingtonii
- Allium cepa (Ui)
- Allium cyaneum
- Allium fistulosum
- Allium flavum
- Allium oleraceum (Moeslook)
- Allium porrum - geen telia
- Allium sativum (Knoflook)
- Allium schoenoprasum (Bieslook)
- Allium scorodoprasum (Slangenlook)
- Allium sphaerocephalum
- Allium vineale (Kraailook)

## Foto's

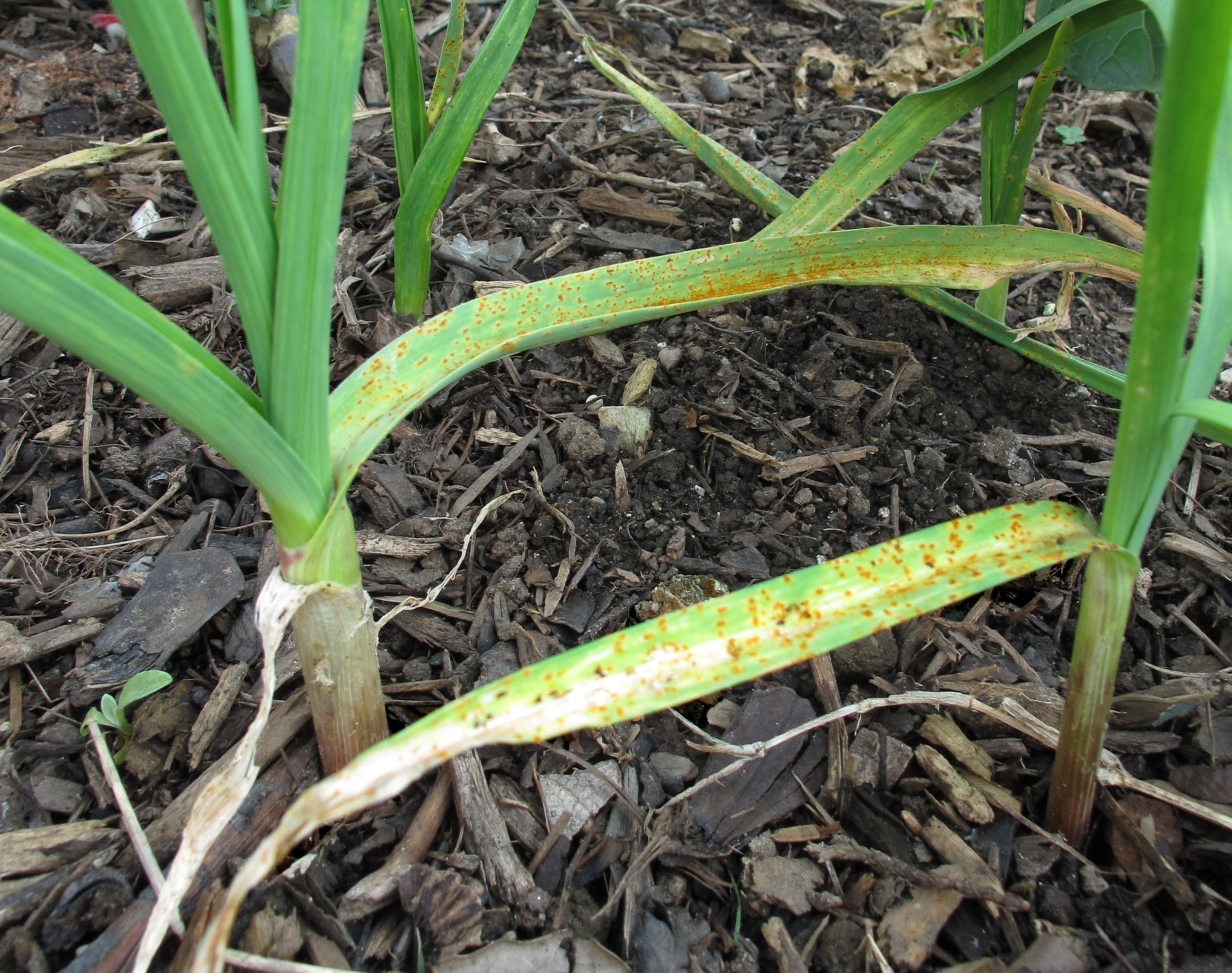
Roest op knoflook (Allium sativum)
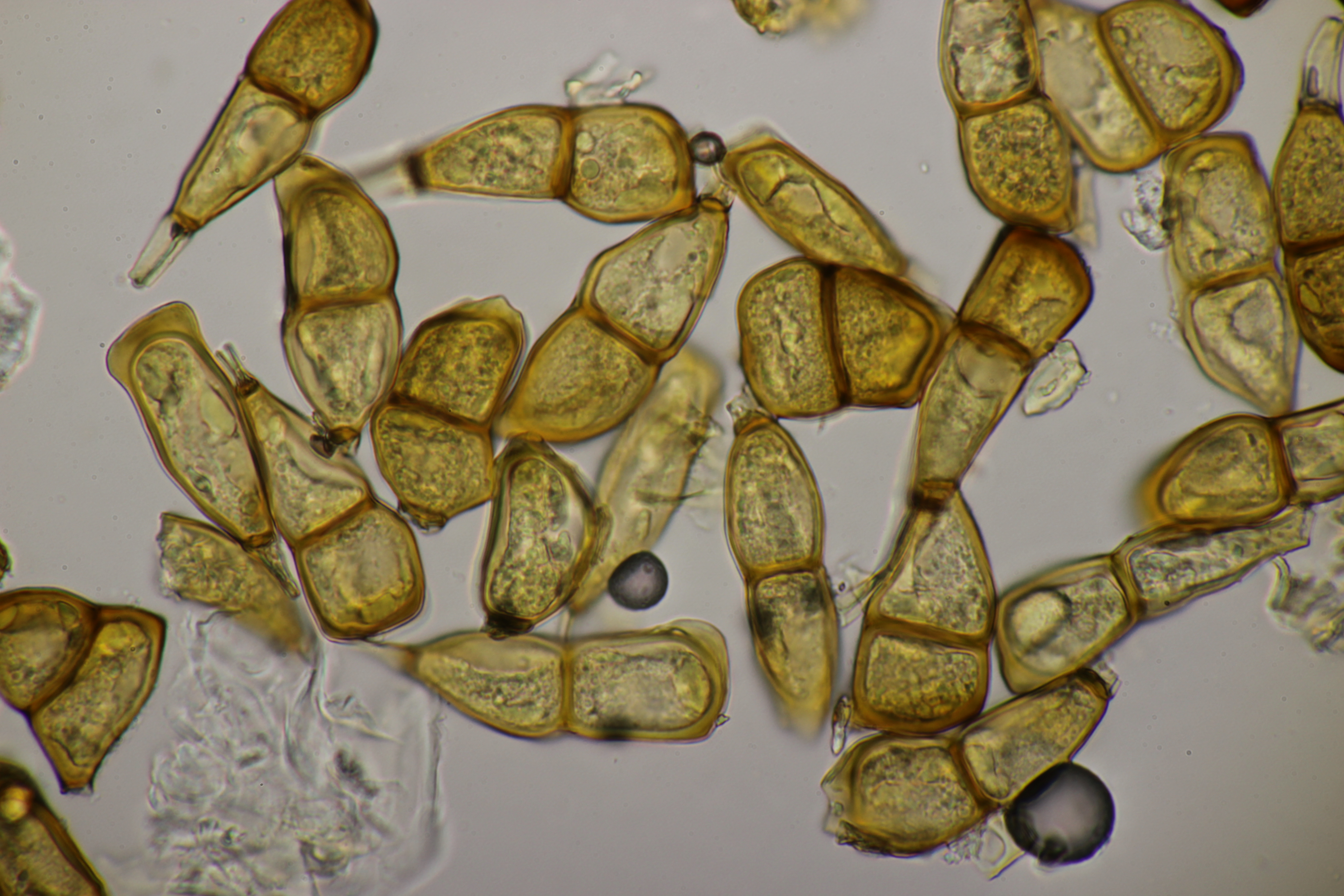
Teliosporen
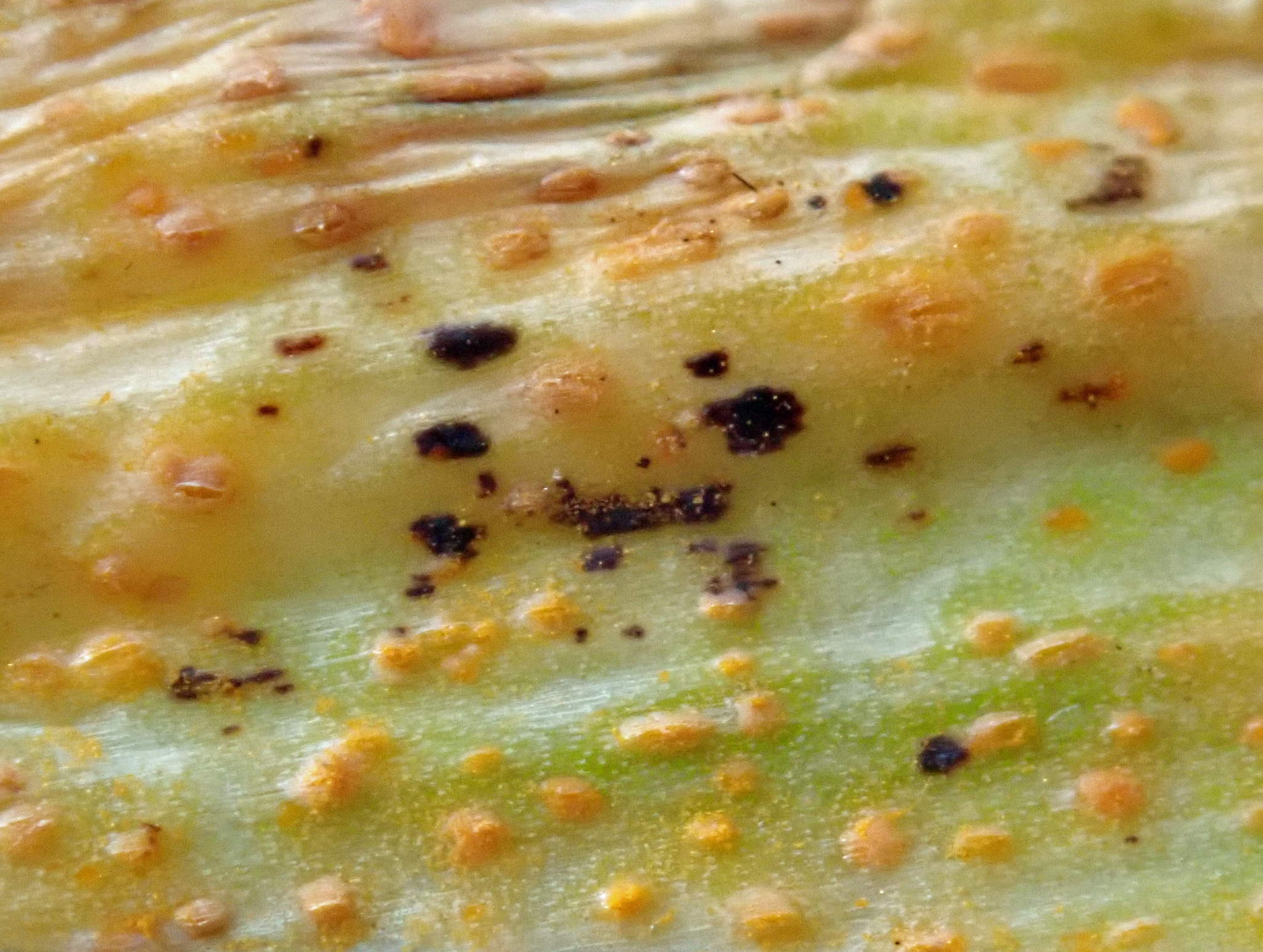
Telia (midden) en uredinia (daaromheen)
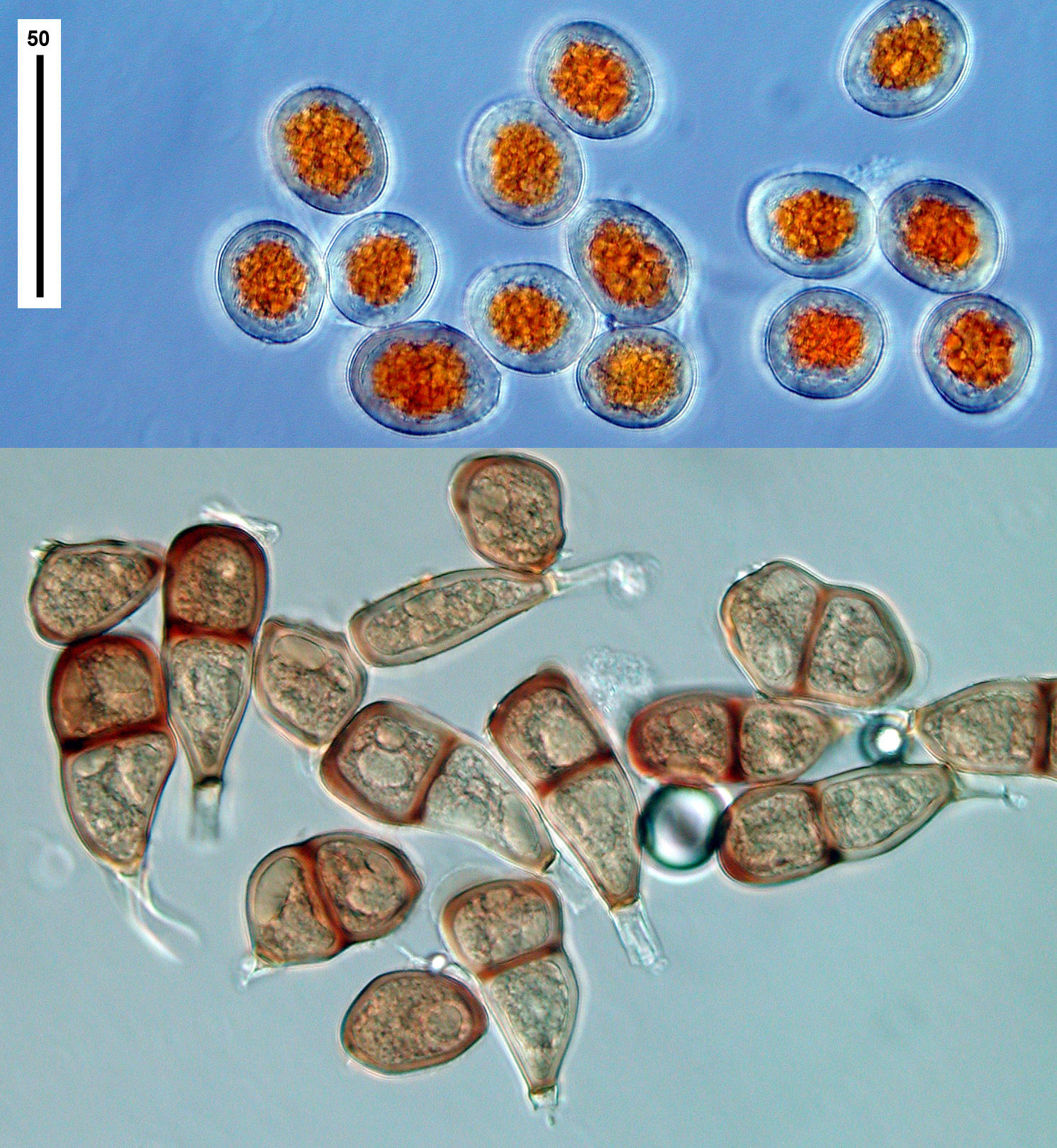
Uredosporen boven en teliosporen onder